# Gabriel Bach
Pour les articles homonymes, voir Bach (homonymie).
Gabriel Bach (en hébreu : גבריאל בך ; né le 13 mars 1927 à Halberstadt (Allemagne) et mort le 18 février 2022 à Jérusalem (Israël),, est un juriste israélien d'origine allemande. 
Ancien juge à la Cour suprême d'Israël, il est le procureur adjoint lors du procès d'Adolf Eichmann. 

## Biographie
Gabriel Bach est le fils de Victor Bach, qui fut le directeur général du fabricant de laiton Hirsch, et de son épouse Erna Bach (née Benscher). Il est élevé à Berlin-Charlottenbourg, où il fréquente l'école Theodore Herzl.
En octobre 1938, la famille Bach fuit le régime nazi et émigre à Amsterdam, où il poursuit ses études. Il est le seul survivant de sa classe : un mois avant l'invasion des Pays-Bas par l'armée allemande, la famille Bach réussit à s'enfuir en Palestine sous mandat britannique, et à s'installer à Jérusalem.

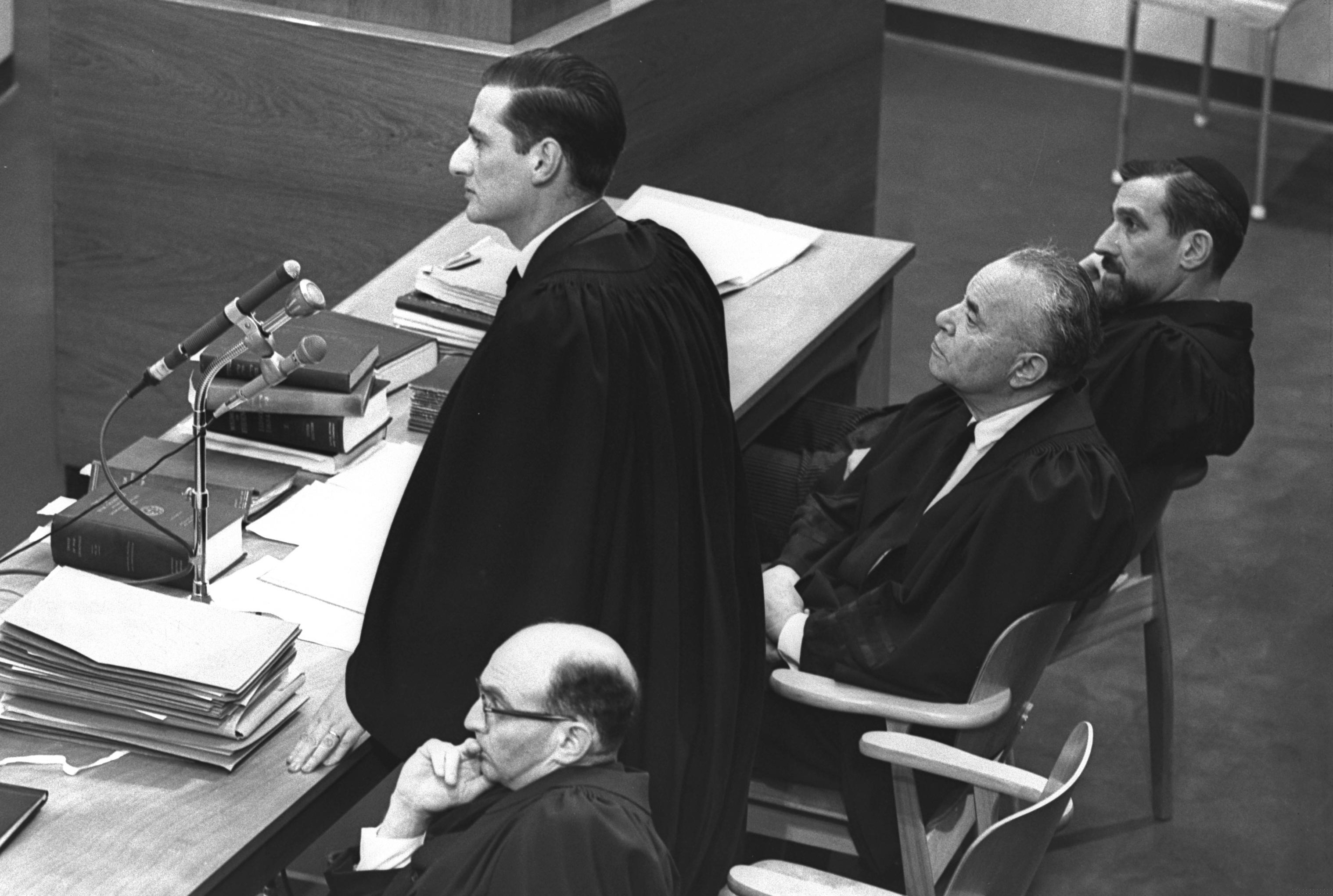
Gabriel Bach (debout) au procès Eichmann en 1961.

Après la Seconde Guerre mondiale, Gabriel Bach étudie le droit à l’University College de Londres, et en sort diplômé en 1949. Il commence sa carrière de procureur en 1953. En 1961, il est nommé procureur adjoint. Il fait partie des trois procureurs lors du procès Eichmann.
En 1969, il devient procureur de l'État. En 1982, il est nommé juge à la Cour suprême d'Israël, où il garde son poste jusqu'à sa retraite en 1997. En 1984, il est nommé Président du Comité des Élections, et est nommé président de plusieurs comités ou commissions par la suite.

## Prix et distinctions
- 1949 : prix Buchman
- 1997 : Ordre du mérite Allemand
- Membre honoraire de l'Université de Londres
- 2011 : prix Lemkin (Los Angeles)
- 2014 : prix Jülich Society pour la Tolérance
- 2014 : Mensch International Foundation

## Cinéma
- Gabriel Bach, The Prosecutor and the Eichmann trial, Wolfgang Schoen, Frank Gutermuth, TV Schoen film D, 2010[4]